# Tomiii 11
Tomás Pablo Blanch Toledo né le 13 juin 2009 et mort le 30 août 2021, connu sous le pseudonyme de Tomiii 11, est un youtubeur, étudiant et célébrité Internet chilien,,,.
Il est devenu reconnu en Espagne et en Amérique latine et a eu une résonance dans les médias, en grande partie grâce à la campagne qui a été générée sur Internet et les réseaux sociaux pour qu'il atteigne le plus grand nombre possible d'abonnés, en raison du peu de temps de vie qu'il lui restait en raison du cancer du cerveau dont il souffrait,,. En outre, il a remporté plusieurs prix, parmi lesquels le Copihue de Oro de 2021,, et les trophée d'argent, d'or et de diamant, des certifications avec lesquelles YouTube reconnaît le contenu des créateurs pour avoir atteint des chiffres élevés au sein de sa plateforme,.
Tomás a atteint 3 millions d'abonnés en 24 heures, établissant un record sur YouTube,,. Son décès a été rapporté à la fois au Chili et à l'étranger,,,.

## Biographie

### Jeunesse
Tomás est né dans la commune chilienne de Graneros, dans la province de Cachapoal. Il était le fils de Vicente Blanch, musicien et chanteur, et de Carolina Toledo, et était le plus jeune de deux frères. Tomás a été diagnostiqué avec une tumeur au cerveau à son jeune âge, ce qui a généré des problèmes de mobilité dans son bras gauche et la perte de vision de son œil droit, raison pour laquelle il portait un patch sur celui-ci,,.
Il appartenait au scoutisme et était un membre actif de 2019 à 2021 de l'Association des guides et scouts du Chili, dans le groupe Mapulamngen, situé à Rancagua.

### YouTube
Tomás a créé sa chaîne YouTube le 4 janvier 2021, publiant sa première vidéo le 19 mars et comptait moins de quarante abonnés, dont la plupart étaient des amis ou des membres de la famille,. Ce n'est que le 7 avril que l'histoire de Tomás est devenue virale, grâce aux réseaux sociaux. Dès lors, une campagne a été lancée pour que Tomás atteigne le plus d'abonnés possible. Parmi ceux qui l'ont soutenu et promu, il y avait d'importants youtubeurs tels que Dross Rotzank,El Rubius, AuronPlay, TheGrefg, Luisito Comunica, Ibai et d'autres,,. En outre, le doubleur Jesús Hernández, qui est la voix en espagnol latin de Clarence, a mis en ligne une vidéo où il a dédié quelques mots de soutien à Tomás,,.
En une journée, Tomás a obtenu environ trois millions d'abonnés, devenant ainsi la chaîne qui a obtenu le plus d'abonnés en 24 heures. Son cas a acquis une grande notoriété dans les médias des pays hispanophones, qui ont documenté sa carrière,,,. Tomás a remporté plusieurs prix, dont le Copihue de Oro, les Giga Awards 2021 et les boutons d'argent, d'or et de diamant de YouTube,.
Après avoir reçu le prix du « youtubeur de l'année », Tomás a cessé d'apparaître et de publier du contenu sur YouTube et ses autres réseaux sociaux. Le 18 juillet 2021, Sofia, la sœur de Tomás, a publié une histoire sur Instagram où elle précisait que depuis son douzième anniversaire, sa santé était délicate et remerciait le soutien reçu, c'est pourquoi ses followers lui ont envoyé des messages d'encouragement en attendant qu'il se rétablisse,,.

## Décès et héritage
Tomás est décédé à Rengo, vers 9 h 20 le 30 août 2021, des suites d'un cancer du cerveau dont il souffrait, à l'âge de 12 ans,,,,.
La mort de Tomás a été rapportée par les médias locaux et internationaux et la communauté de youtubeurs, rendant de multiples hommages posthumes par des internautes du monde entier comme expressions de deuil en ligne, notamment à travers les réseaux sociaux sur Internet. Dans ce sens, l'Association des guides et scouts du Chili (AGSCH) a fait une déclaration sur son compte Twitter,.
Après son décès, son père a déclaré que la chaîne Tomiii 11 était destinée aux jeunes qui "rêvent d'être des influenceurs" et de publier des souvenirs de Tomás. En outre, les internautes ont mené une campagne pour obtenir le bouton de diamant de YouTube, qu'il a obtenu quelques jours plus tard,.
Par la suite, la famille de Tomás recevra la plaque des 10 millions d'abonnés à titre posthume.
Fin janvier 2022, il a été reconnu et nommé « illustre citoyen de Quinta de Tilcoco », par la municipalité de cette commune,,.

## Distinctions

### Prix et nominations
| Année | Remise des prix | Travail nominé | Catégorie               | Résultat | Ref.   |
| ----- | --------------- | -------------- | ----------------------- | -------- | ------ |
| 2021  | Copihue de Oro  | Tomiii 11      | Youtubeur de l'année    | Gagnant  | [ 50 ] |
| 2021  | Giga Awards     | Tomiii 11      | Meilleur compte YouTube | Gagnant  | [ 51 ] |

### Reconnaissances
| Année | Prix | Prix               | Décerné par | Raison                                                          | Ref.   |
| ----- | ---- | ------------------ | ----------- | --------------------------------------------------------------- | ------ |
| 2021  |      | trophée d'argent   | YouTube     | Pour le nombre de cent mille abonnés sur sa chaîne YouTube.     | [ 52 ] |
| 2021  |      | trophée d'or       | YouTube     | Pour le nombre d'un million d'abonnés sur sa chaîne YouTube.    | [ 53 ] |
| 2021  |      | trophée de diament | YouTube     | Pour le nombre de dix millions d'abonnés sur sa chaîne YouTube. | [ 54 ] |